# リエーティ県

リエーティ県
Provincia di Rieti

リエーティ県（リエーティけん、イタリア語: Provincia di Rieti）は、イタリア共和国ラツィオ州に属する県の一つ。県都はリエーティ。
首都ローマを中心とするラツィオ州の北東部に位置する内陸の県。県人口は約150,000人と少なく、中部イタリア (Central Italy) では最少である。

## 地理

### 位置・広がり
ラツィオ州北部に位置する県で、北西にウンブリア州、北東にマルケ州、東にアブルッツォ州と境界を接する。県都リエーティは、テルニから南西へ約25km、ラクイラから西へ約45km、首都ローマから北東へ約65km、ラツィオから北へ約104kmの距離にある。
隣接する県は以下の通り。
- アスコリ・ピチェーノ県 （マルケ州） - 北東
- テーラモ県 （アブルッツォ州） - 東
- ラクイラ県 （アブルッツォ州） - 南東
- ローマ県 - 南
- ヴィテルボ県 - 西
- ペルージャ県（ウンブリア州） - 北西
- テルニ県 （ウンブリア州） - 北西

### 主要な都市
2001年の国勢調査に基づく居住地区（Località abitata）別人口統計によれば、人口2000人以上の都市・集落は以下の通り。
- リエーティ - 34,779人
- PASSO CORESE（ファーラ・イン・サビーナ） - 3,579人
- SANTA RUFINA（チッタドゥカーレ） - 2,740人
- ポッジョ・ミルテート - 2,602人
- アントロドーコ - 2,390人
- チッタドゥカーレ - 2,326人
- マリアーノ・サビーナ - 2,084人
- ポッジョ・モイアーノ - 2,053人

- リエーティ
- ファーラ・イン・サビーナ
- チッタドゥカーレ

## 歴史
リエーティ県は1927年、ローマ県リエーティ郡 (it:Circondario di Rieti) （現在の県西部）と、ラクイラ・デッリ・アブルッツォ県チッタドゥカーレ郡 (it:Circondario di Cittaducale) （現在の県東部）の領域を併せて形成された。当時ファシスト政権が行った大掛かりな地方区画再編の一環であり、ほかの16県と同時に設置された。「リエーティ県」という新たな枠組みは、古代のサビーナ (Sabina) 地方の地域的な一体性を回復させる試みであった。
両郡の郡庁所在地であるリエーティとチッタドゥカーレの距離は10km足らずであるが、イタリア統一以前にリエーティは教皇領 (it:Delegazione apostolica di Rieti) 、チッタドゥカーレは両シチリア王国領 (it:Distretto di Cittaducale) であった。1860年のイタリア統一後も、リエーティ郡はペルージャ県（ウンブリア地方）所属、チッタドゥカーレはラクイラ・デッリ・アブルッツォ県（アブルッツォ地方）所属となり、両者の間には大きな境界線が引かれていた。その後、1923年にリエーティ郡はローマ県（ラツィオ地方）所属に移る。
新しい県はラツィオ地方に属することとなったが、県を構成する2地域はそれぞれウンブリアとアブルッツォとのつながりが強く、内部に境界を抱えた新県の統合への期待は、県のモットー"Tota Sabina Civitas"（サビニの民はひとつ）にも現れている。リエーティ県の設立には、自分たちの領域の大部分が奪われたと考えるラクイラ側から多くの反対意見が寄せられた。
第二次世界大戦後、イタリア共和国の建国をめざす議論の中で、ファシスト政権期に導入された地方区分の存続の是非が問題となった。アクイラ県は旧チッタドゥカーレ郡の復帰を要求した。当時の県知事 Luigi Colarieti は、すべての自治体をめぐって質疑に応答し、リエティ県の枠組み維持という決議を引き出した。ただし2つの自治体は保留を決議した。ひとつはBorgocollefegato（現在のボルゴローゼ）で、アヴェッツァーノ（ラクイラ県）を中心とするマルシカ地方に新県が設立されるならばそこに合流することを表明した。もうひとつはチッタドゥカーレで、県がラツィオ地方にとどまるならばリエーティ県にとどまる（リエーティ県がウンブリア地方に含まれるならばアクイラ県への合流を検討する）というものであった。
リエーティ県の統合は近年、歴史的・文化的要因ではなく、経済発展の不均衡によって揺らいでいる。ヴェリーノ川 (it:Velino (fiume)) 上流域の山岳部の村々では、深刻な人口流出、インフラ整備の遅れ、それにともなう失業といった問題に苦しめられており、不均衡に対して配慮をしてこなかったとして、ラツィオ州およびリエーティ県からの離脱が主張された。2008年末にレオネッサで行われた住民投票では、ウンブリア州への編入が多数を占めた（ただし定足数を満たさず決議に至らなかった）。アマトリーチェでもたびたび離脱を求める住民投票実施が迫られている。逆に、ローマとの密接なつながりのある低地サビーナ地方では、めざましい経済発展や人口の増大（ローマへの通勤者の転入による）が見られ、事実上首都圏の衛星都市のような趣を見せている。発展の不足のために県からの離脱を求めるのと対照的に、テヴェレ川流域の諸都市への親近感が増大している。マリアーノ・サビーナでは、2011年の住民投票でウンブリア州への編入が票決されかかった。県全体をほかの州に移すことや、ローマ県を除いたラツィオ州の県であらたな州を創設することなどが検討されている。

## 行政区画

### コムーネ
リエーティ県には73のコムーネが属する。人口4,000人以上のコムーネは下表の通り。左端の数字はISTATコードを示す。人口は2024年1月1日現在。
| コード | 自治体名                     | 人口   |
| ------ | ---------------------------- | ------ |
| 057059 | リエーティ                   | 45,273 |
| 057027 | ファーラ・イン・サビーナ     | 13,853 |
| 057016 | チッタドゥカーレ             | 6,411  |
| 057053 | ポッジョ・ミルテート         | 6,167  |
| 057007 | ボルゴローゼ                 | 4,202  |
| 057044 | モントーポリ・ディ・サビーナ | 4,089  |